# Pablo e Luisão
Pablo & Luisão é uma série de comédia produzida pelos Estúdios Globo e com co-produção do Globoplay e da TV Globo. A primeira temporada estreou em 22 de maio de 2025 no streaming.
Criada por Paulo Vieira e inspirada nas histórias vividas pelo pai do humorista e pelo melhor amigo dele, é escrita em parceria com Bia Braune, Caito Mainier, Maurício Rizzo, Nathalia Cruz e Patrick Sonata. A direção é assinado por Luis Felipe Sá.
Conta com Aílton Graça, Otavio Muller, Dira Paes, Yves Miguel e João Pedro Martins nos papéis principais.

## Enredo
A série acompanha as divertidas e caóticas aventuras de Luisão (Aílton Graça), pai do humorista Paulo Vieira, e de seu inseparável amigo Pablo (Otávio Muller). Juntos, eles vivem inventando planos mirabolantes que acabam gerando consequências inusitadas – especialmente para as crianças Paulo (Yves Miguel), seu irmão Neto (João Pedro Martins) e a mãe dos meninos, Conceição (Dira Paes). Inspirada em acontecimentos reais da infância de Paulo Vieira, a trama mistura humor e afeto familiar.

## Elenco
| Intérprete         | Personagem                         |
| ------------------ | ---------------------------------- |
| Aílton Graça       | Luis Vieira da Silva (Luisão)      |
| Otávio Müller      | Pablo Xavier                       |
| Dira Paes          | Conceição Vieira da Silva (Ceição) |
| João Pedro Martins | Neto Vieira da Silva               |
| Yves Miguel        | Paulo Henrique Vieira da Silva     |
| Patrícia Pinho     | Zélia Cabral                       |
| Jurema da Matta    | Diléia da Silva (Vó Diléia)        |
| Wilson Rabelo      | Seu Justino                        |
| Paulo Vieira       | Narrador                           |

### Participações especiais
| Intérprete        | Personagem         | Episódio               |
| ----------------- | ------------------ | ---------------------- |
| Karine Teles      | Selma Santana      | A Cerca Elétrica       |
| Solange Couto     | Dona Sofia         | A Cerca Elétrica       |
| Caetano Veloso    | narrador           | A Cerca Elétrica       |
| Miguel Falabella  | Padre Sebastião    | Padre Trambiqueiro     |
| Maria Mônica      | Véia Perpértua     | Padre Trambiqueiro     |
| Theo Matos        | Anão               | Sala Comercial         |
| Evaldo Macarrão   | Erezinho           | Meu Filho Usa Drogas   |
| Rafael Vitti      | PM Arthur Oliveira | Meu Filho Usa Drogas   |
| Orã Figueiredo    | PM André Coelho    | Meu Filho Usa Drogas   |
| Rodrigo Fagundes  | Diretor Luís       | Meu Filho Usa Drogas   |
| Grace Gianoukas   | Verônica           | Galo Pica-Pau          |
| Welder Rodrigues  | Caçador / Matador  | Galo Pica-Pau          |
| Rejane Faria      | Tia Vera           | Tia Vera               |
| Carlos Francisco  | Tio Zé             | Tia Vera               |
| Marcelo Adnet     | Bigode             | Avestruz Maxx          |
| Gero Camilo       | Reynaldo           | Avestruz Maxx          |
| Grace Passô       | A Gomes            | Luís e Luan            |
| Gillray Coutinho  | Radialista         | Luís e Luan            |
| Paulo Mathias Jr. | Tito               | A Concessionária Pablo |
| David Pinheiro    | Flávio             | A Concessionária Pablo |
| Márcio Vito       | Zeca               | Aniversário do Neto    |
| Clarissa Pinheiro | Claudia            | Monga                  |
| Thogun Teixeira   | Segurança          | Monga                  |
| Charles Fricks    | Fábio              | Guerra dos Salgados    |
| Fábio de Luca     | Thiagão            | Noni                   |
| Lima Duarte       | Senhorzinho        | Enterro do Tio Zé      |
| Rejane Faria      | Tia Vera           | Enterro do Tio Zé      |
| David Pinheiro    | Flávio             | Enterro do Tio Zé      |
| Carlos Francisco  | Tio Zé             | Enterro do Tio Zé      |

## Episódios
| N.º na série | N.º na temp. | Título                   | Dirigido por   | Escrito por                                                                            | Exibição original  |
| --- | ------------ | ------------------------ | -------------- | -------------------------------------------------------------------------------------- | ------------------ |
| 1 | 1            | "A cerca elétrica"       | Luis Felipe Sá | Paulo Vieira, Bia Braune, Caito Mainier, Maurício Rizzo, Nathália Cruz, Patrick Sonata | 22 de maio de 2025 |
| Conceição quer um muro para a sua casa. Depois de algumas tentativas, a solução encontrada por Pablo e Luisão gera um problema não só para a família, mas para todo o bairro.     |              |                          |                |                                                                                        |                    |
| 2 | 2            | "Padre trambiqueiro"     | Luis Felipe Sá | Paulo Vieira, Bia Braune, Caito Mainier, Maurício Rizzo, Nathália Cruz, Patrick Sonata | 22 de maio de 2025 |
| Com uma proposta irrecusável do padre da cidade, Pablo e Luisão pegam um empréstimo com agiota para vender salgados em uma romaria, mas são surpreendidos com a concorrência.     |              |                          |                |                                                                                        |                    |
| 3 | 3            | "Sala comercial"         | Luis Felipe Sá | Paulo Vieira, Bia Braune, Caito Mainier, Maurício Rizzo, Nathália Cruz, Patrick Sonata | 22 de maio de 2025 |
| Para economizar, Luisão decide se mudar com a família. Mas o novo endereço é, na verdade, uma sala comercial na frente da escola dos filhos, expondo toda a família.              |              |                          |                |                                                                                        |                    |
| 4 | 4            | "Meu filho usa drogas"   | Luis Felipe Sá | Paulo Vieira, Bia Braune, Caito Mainier, Maurício Rizzo, Nathália Cruz, Patrick Sonata | 22 de maio de 2025 |
| Paulo faz curso de teatro e Luisão acredita que o filho usa drogas, passando a espioná-lo. Para acalmar Luisão, Pablo oferece ao amigo um chá que os coloca em uma enrascada.     |              |                          |                |                                                                                        |                    |
| 5 | 5            | "Galo pica-pau"          | Luis Felipe Sá | Paulo Vieira, Bia Braune, Caito Mainier, Maurício Rizzo, Nathália Cruz, Patrick Sonata | 22 de maio de 2025 |
| Para fazer as pazes com Luisão, Pablo presenteia o amigo com um galo. A família se vê às voltas com o animal que, feroz, toma conta da casa como se fosse o seu galinheiro.       |              |                          |                |                                                                                        |                    |
| 6 | 6            | "Tia Vera"               | Luis Felipe Sá | Paulo Vieira, Bia Braune, Caito Mainier, Maurício Rizzo, Nathália Cruz, Patrick Sonata | 22 de maio de 2025 |
| A família vai para a casa da tia Vera e tio Zé numa comunidade ribeirinha. Sem muita valentia, Pablo e Luisão vão caçar jacaré e se metem em uma enrascada.                       |              |                          |                |                                                                                        |                    |
| 7 | 7            | "Avestruz Maxx"          | Luis Felipe Sá | Paulo Vieira, Bia Braune, Caito Mainier, Maurício Rizzo, Nathália Cruz, Patrick Sonata | 22 de maio de 2025 |
| Pablo, Luisão e Conceição usam suas economias para investir em um negócio de avestruz. Outras pessoas da cidade entram no esquema de pirâmide, que fica conhecido nacionalmente.  |              |                          |                |                                                                                        |                    |
| 8 | 8            | "Luís e Luan"            | Luis Felipe Sá | Paulo Vieira, Bia Braune, Caito Mainier, Maurício Rizzo, Nathália Cruz, Patrick Sonata | 22 de maio de 2025 |
| Uma empresária trapaceira convida Pablo e Luisão para gravar um CD e fazer shows. Deslumbrada, a dupla não sabe o risco que corre. Estampam a capa do jornal.                     |              |                          |                |                                                                                        |                    |
| 9 | 9            | "A concessionária Pablo" | Luis Felipe Sá | Paulo Vieira, Bia Braune, Caito Mainier, Maurício Rizzo, Nathália Cruz, Patrick Sonata | 22 de maio de 2025 |
| Pablo e Luisão compram um carro. E, mais uma vez, é um carro velho. Tiveram desde um Fusca ‘conversível’ até um Escort com buraco no assoalho que quase mata a cachorra Kaká.     |              |                          |                |                                                                                        |                    |
| 10 | 10           | "Aniversário do Neto"    | Luis Felipe Sá | Paulo Vieira, Bia Braune, Caito Mainier, Maurício Rizzo, Nathália Cruz, Patrick Sonata | 22 de maio de 2025 |
| Luisão resolve tratar uma ferida com um curandeiro amigo de Pablo em outra cidade. Durante a viagem, o dinheiro acaba e a família precisa ajudá-lo a voltar para a festa de Neto. |              |                          |                |                                                                                        |                    |
| 11 | 11           | "Seu Justino"            | Luis Felipe Sá | Paulo Vieira, Bia Braune, Caito Mainier, Maurício Rizzo, Nathália Cruz, Patrick Sonata | 22 de maio de 2025 |
| Luisão contrata um novo funcionário para a fábrica de salgados. Excelente cozinheiro, ele ganha a confiança e admiração de Conceição, deixando Pablo incomodado.                  |              |                          |                |                                                                                        |                    |
| 12 | 12           | "Monga"                  | Luis Felipe Sá | Paulo Vieira, Bia Braune, Caito Mainier, Maurício Rizzo, Nathália Cruz, Patrick Sonata | 22 de maio de 2025 |
| A chegada de um parque de diversões agita Palmas. Paralelamente, Pablo começa a agir estranho e deixa Luisão desconfiado. Paulo e Neto tentam descobrir o que Pablo esconde.      |              |                          |                |                                                                                        |                    |
| 13 | 13           | "Guerra dos salgados"    | Luis Felipe Sá | Paulo Vieira, Bia Braune, Caito Mainier, Maurício Rizzo, Nathália Cruz, Patrick Sonata | 22 de maio de 2025 |
| Pablo é preso por brigar com o diretor da escola pelo melhor ponto de venda de salgados. Ele, Luisão e os salgueiros se unem para criar um sindicato e proteger a profissão.      |              |                          |                |                                                                                        |                    |
| 14 | 14           | "Noni"                   | Luis Felipe Sá | Paulo Vieira, Bia Braune, Caito Mainier, Maurício Rizzo, Nathália Cruz, Patrick Sonata | 22 de maio de 2025 |
| Pablo e Luisão descobrem os poderes do Noni – uma fruta da Tailândia – e resolvem cultivá-la em Palmas, ameaçando o ecossistema da cidade.                                        |              |                          |                |                                                                                        |                    |
| 15 | 15           | "A visita do Papa"       | Luis Felipe Sá | Paulo Vieira, Bia Braune, Caito Mainier, Maurício Rizzo, Nathália Cruz, Patrick Sonata | 22 de maio de 2025 |
| Pablo e Luisão decidem ir com Paulo e Neto para o Rio de Janeiro aproveitar a visita do Papa Francisco. Em Palmas, Conceição descobre que precisa hospedar dezenas de peregrinos. |              |                          |                |                                                                                        |                    |
| 16 | 16           | "Enterro do tio Zé"      | Luis Felipe Sá | Paulo Vieira, Bia Braune, Caito Mainier, Maurício Rizzo, Nathália Cruz, Patrick Sonata | 22 de maio de 2025 |
| Em meio à confusão do velório do tio Zé, Pablo e Luisão rompem a amizade. Todos se emocionam com a chegada de um amigo de infância do falecido.                                   |              |                          |                |                                                                                        |                    |

## Produção
A ideia da série começou a ser semeada a partir de uma "thread" ou fio criado por Paulo Vieira no X (Twitter), em 2020. Na rede social, Paulo começou a compartilhar momentos inacreditáveis da família e confusões criadas por seu pai e o melhor amigo, tornando o assunto viral. Desde então, fãs sugeriam que fosse feito um livro, filme ou série com as histórias. 
A série começou sua pré-produção em 2023, após o sucesso de Avisa Lá Que Eu Vou, também apresentado por Paulo Vieira. Em agosto de 2023, foi anunciado que a direção artística da série seria de Allan Fiterman, mas ele acabou sendo substituído por Luis Felipe Sá, após assumir a direção de No Rancho Fundo. A obra foi encomendada inicialmente para 2024, mas teve seu lançamento adiado para 2025, sendo substituido por Tô Nessa na TV Globo e Cosme e Damião: Quase Santos pelo streaming. A decisão da emissora se deu como parte da retomada de produções humorísticas na TV aberta e no streaming.
O ator Antônio Fagundes chegou a ser sondado para o elenco, mas não houve acordo com a emissora. Fora do ar desde Mar do Sertão, Clarissa Pinheiro fechou participação especial como uma dançarina. A série marca o retorno de Miguel Falabella à emissora, após sua última participação na Globo sendo em Cine Holliúdy na temporada de 2019. A produção também marcou o retorno de Lima Duarte à dramaturgia, após uma participação em 2022 na primeira fase da novela Além da Ilusão.

## Exibição
Com a grande repercussão, a TV Globo anunciou a transmissão do primeiro episódio dentro da Tela Quente para o dia 7 de julho de 2025, além de confirmar a exibição regular na programação para 2026.